# Wohnungsprivatisierung
Als Wohnungsprivatisierung wird die Umwandlung von Mehrfamilienhäusern in Eigentumswohnungen und der dadurch ermöglichte Verkauf der einzelnen Wohnungen  an private Käufer bezeichnet. Fälschlich wird oft geschrieben, die "Umwandlung von Mietwohnungen in Eigentumswohnungen". Die Wohnungen bleiben jedoch zunächst als Mietwohnungen bestehen, vielmehr erfolgen zunächst Änderungen im Grundbuch. Es handelt sich nur dann um eine Privatisierung im engeren Sinn, wenn der Verkäufer ein kommunales Wohnungsunternehmen ist. Umgangssprachlich wird aber auch der Verkauf durch andere Wohnungsbaugesellschaften mit diesem Begriff bezeichnet.

## Grundlagen

### Gegenstand
Letztendlich ist das Ziel der Wohnungsprivatisierung der Verkauf der Wohnung als Eigentumswohnung, egal ob sie selbstgenutzt oder als Kapitalanlage erworben und vermietet wird. Der Verkauf von Wohnraum im derzeitigen Verfügungsbestand von Wohnungsunternehmen an die Mieter wird als Mieterprivatisierung bezeichnet.

### Rechtliche Voraussetzungen
Eine Aufteilung von Mehrfamilienhäusern in Eigentumswohnungen und damit die Begründung des Wohnungseigentums ist in den §§ 2 bis 9 Wohnungseigentumsgesetzes geregelt. Hierbei sind die baulichen Voraussetzungen für eine Aufteilung in Wohnungseigentum entscheidend. Durch die zuständige Bauaufsichtsbehörde wird auf Antrag die Abgeschlossenheitsbescheinigung erteilt, die wiederum die Voraussetzung für die entsprechenden Eintragungen in das Grundbuch ist. Auf der Basis der Abgeschlossenheitsbescheinigung wird bei einem Notar eine Teilungserklärung beurkundet und beim Grundbuchamt eingereicht. Das ursprüngliche Grundbuch wird geschlossen, es wird für jede Wohnung ein einzelnes Wohnungsgrundbuchblatt angelegt. Auf dieser Grundlage ist es dann möglich, dass die Wohnungen an einzelne Erwerber veräußert werden.

### Mieterschutz
Mieter, die bereits vor der Umwandlung in Wohnungseigentum Mieter waren, haben ein gesetzliches Vorkaufsrecht gemäß § 577 BGB für die gemietete Wohnung.
Der Mieter hat außerdem einen erhöhten Kündigungsschutz gegenüber dem Erwerber. Dieser darf das Mietverhältnis erst nach einer Sperrfrist von mindestens drei Jahren wegen Eigenbedarf oder angemessenen wirtschaftlichen Verwertung kündigen. Die Landesregierungen können diese Sperrfrist für bestimmte Gebiete („in denen die ausreichende Versorgung der Bevölkerung mit Mietwohnungen zu angemessenen Bedingungen ... besonders gefährdet ist“) auf bis zu zehn Jahre ausweiten (§ 577a Abs. 2 BGB).

## Ablauf
Im Rahmen der Planung kann die entsprechende Gestaltung schon sehr frühzeitig entsprechend der Zielgruppe erfolgen. Beim Bestand ist das Haus in einen zur Privatisierung angemessenen Zustand zu bringen (Stichworte Sanierung und Renovierung). Beim Neubau werden vom Architekten von vornherein die entsprechenden Voraussetzungen geschaffen, um die spätere Aufteilung zu erleichtern.
Nicht immer erfahren die Mieter vom Eigentumswechsel, da als Vermieter oft eine Hausverwaltung fungiert. 
Mietern kann ein Anreiz zum Kauf der gemieteten Wohnung gegeben werden, indem festgelegte Sozialrabatte auf den Kaufpreis gewährt und günstige Finanzierungskonditionen angeboten werden. Kommt die Veräußerung an den Mieter nicht zustande, können die Wohnungen an Dritte zur Eigennutzung (bei Leerwohnungen) oder auch an Kapitalanleger verkauft werden, oder sie bleiben zunächst weiter im Bestand des Wohnungsunternehmens.